# Lista najstarszych ludzi w Japonii
Najstarszym człowiekiem w historii Japonii była Kane Tanaka (1903-2022). Najstarszym mężczyzną był Jirōemon Kimura (1897-2013), który zmarł w wieku 116 lat i 54 dni.
Obecnie Japonia jest na 1. miejscu pod względem liczby zatwierdzonych superstulatków – 24 (stan na 2 grudnia 2011). Pod względem liczby stulatków (44 449, dane z września 2010), Japonia znajduje się na 2. miejscu za Stanami Zjednoczonymi.
     Osoba żyjąca
     Osoba zmarła
     Osoba zmarła (wątpliwości co do osiągniętego wieku)

## 30 najstarszych ludzi w historii Japonii
| Miejsce | Imię i nazwisko   | Płeć | Data urodzenia       | Data śmierci         | Wiek            | Prefektura |
| ------- | ----------------- | ---- | -------------------- | -------------------- | --------------- | ---------- |
| 1       | Kane Tanaka       | K    | 2 stycznia 1903      | 19 kwietnia 2022     | 119 lat 107 dni | Fukuoka    |
| 2       | Nabi Tajima       | K    | 4 sierpnia 1900      | 21 kwietnia 2018     | 117 lat 260 dni | Kagoshima  |
| 3       | Chiyo Miyako      | K    | 2 maja 1901          | 22 lipca 2018        | 117 lat 81 dni  | Kanagawa   |
| 4       | Misao Ōkawa       | K    | 5 marca 1898         | 1 kwietnia 2015      | 117 lat 27 dni  | Osaka      |
| 5       | Fusa Tatsumi      | K    | 25 kwietnia 1907     | 12 grudnia 2023      | 116 lat 231 dni | Osaka      |
| 6       | Tomiko Itooka     | K    | 23 maja 1908         | 29 grudnia 2024      | 116 lat 220 dni | Aichi      |
| 7       | Jirōemon Kimura   | M    | 19 kwietnia 1897     | 12 czerwca 2013      | 116 lat 54 dni  | Kioto      |
| 8       | Kamato Hongō      | K    | 16 września 1887     | 31 października 2003 | 116 lat 45 dni  | Kagoshima  |
| 9       | Shigeyo Nakachi   | K    | 1 lutego 1905        | 11 stycznia 2021     | 115 lat 345 dni | Saga       |
| 10      | Shimoe Akiyama    | K    | 19 maja 1903         | 29 stycznia 2019     | 115 lat 255 dni | Aichi      |
| 11      | Okagi Hayashi     | K    | 2 września 1909      | 26 kwietnia 2025     | 115 lat 236 dni | Gifu       |
| 12      | Harumi Nakamura   | K    | 15 marca 1900        | 27 września 2015     | 115 lat 196 dni | Kanagawa   |
| 13      | Shin Matsushita   | K    | 30 marca 1904        | 27 sierpnia 2019     | 115 lat 150 dni | Miyagi     |
| 14      | Mina Kitagawa     | K    | 3 listopada 1905     | 19 grudnia 2020      | 115 lat 46 dni  | Shiga      |
| 15      | Yoshi Otsunari    | K    | 17 grudnia 1906      | 26 stycznia 2022     | 115 lat 40 dni  | Fukuoka    |
| 16      | Koto Okubo        | K    | 24 grudnia 1897      | 12 stycznia 2013     | 115 lat 19 dni  | Tokio      |
| 17      | Chiyono Hasegawa  | K    | 20 listopada 1896    | 2 grudnia 2011       | 115 lat 12 dni  | Saga       |
| 18      | anonimowa kobieta | K    | 29 kwietnia 1907     | 30 kwietnia 2022     | 115 lat 1 dzień | Hyogo      |
| 19      | Kama Chinen       | K    | 10 maja 1895         | 2 maja 2010          | 114 lat 357 dni | Okinawa    |
| 20      | Kahoru Furuya     | K    | 18 lutego 1908       | 25 grudnia 2022      | 114 lat 310 dni | Shizuoka   |
| 21      | Matsu Gaja        | K    | 28 lutego 1908       | 25 grudnia 2022      | 114 lat 300 dni | Okinawa    |
| 22      | Kiyoko Ishiguro   | K    | 4 marca 1901         | 5 grudnia 2015       | 114 lat 276 dni | Kanagawa   |
| 23      | Yukie Hino        | K    | 17 kwietnia 1902     | 13 stycznia 2017     | 114 lat 271 dni | Niigata    |
| 24      | Hide Ohira        | K    | 15 września 1880     | 9 maja 1995          | 114 lat 236 dni | Wakayama   |
| 25      | Yone Minagawa     | K    | 4 stycznia 1893      | 13 sierpnia 2007     | 114 lat 221 dni | Fukuoka    |
| 26      | Ura Koyama        | K    | 30 sierpnia 1890     | 5 kwietnia 2005      | 114 lat 218 dni | Fukuoka    |
| 27      | Yoshi Baba        | K    | 3 czerwca 1907       | 4 stycznia 2022      | 114 lat 215 dni | Yamanashi  |
| 28      | Iso Nakamura      | K    | 23 kwietnia 1903     | 23 listopada 2017    | 114 lat 214 dni | Ishikawa   |
| 29      | Matsuyo Kageyama  | K    | 10 października 1901 | 20 kwietnia 2016     | 114 lat 193 dni | Kioto      |
| 30      | Mitsue Toyoda     | K    | 15 lutego 1902       | 25 sierpnia 2016     | 114 lat 192 dni | Oita       |

## Najstarsi żyjący japońscy  mężczyźni
| Miejsce | Imię i nazwisko     | Data urodzenia    | Wiek            | Prefektura |
| ------- | ------------------- | ----------------- | --------------- | ---------- |
| 1       | Tomisaburo Wakui    | 28 listopada 1913 | 111 lat 218 dni | Kanagawa   |
| 2       | Katsuyoshi Kitazawa | 30 marca 1914     | 111 lat 96 dni  | Nagano     |

## Najstarsi japońscy mężczyźni w historii
| Miejsce | Imię i nazwisko      | Data urodzenia       | Data śmierci         | Wiek                | Prefektura |
| ------- | -------------------- | -------------------- | -------------------- | ------------------- | ---------- |
| 1       | Jirōemon Kimura      | 19 kwietnia 1897     | 12 czerwca 2013      | 116 lat 54 dni      | Kioto      |
| 2       | Yūkichi Chūganji     | 23 marca 1889        | 28 września 2003     | 114 lat 189 dni     | Fukuoka    |
| 3       | Tomoji Tanabe        | 18 września 1895     | 19 czerwca 2009      | 113 lat 274 dni     | Miyazaki   |
| 4       | Masazo Nonaka        | 25 lipca 1905        | 20 stycznia 2019     | 113 lat, 179 dni    | Hokkaido   |
| 5       | Chitetsu Watanabe    | 5 marca 1907         | 24 lutego 2020       | 112 lat, 355 dni    | Niigata    |
| 6       | Yasutaro Koide       | 13 marca 1903        | 19 stycznia 2016     | 112 lat, 312 dni    | Aichi      |
| 7       | Denzo Ishizaki       | 20 października 1886 | 29 kwietnia 1999     | 112 lat 191 dni     | Ibaraki    |
| 8       | Masamitsu Yoshida    | 30 maja 1904         | 29 października 2016 | 112 lat 152 dni     | Tokio      |
| 9       | Sakari Momoi         | 5 lutego 1903        | 5 lipca 2015         | 112 lat 150 dni     | Saitama    |
| 10      | Gisaburo Sonobe      | 6 listopada 1911     | 31 marca 2024        | 112 lat 146 dni     | Chiba      |
| 11      | Mikizo Ueda          | 11 maja 1910         | 9 września 2022      | 112 lat 121 dni     | Nara       |
| 12      | Gengan Tonaki        | 30 października 1884 | 24 stycznia 1997     | 112 lat 86 dni      | Okinawa    |
| 13      | Tadanosuke Hashimoto | 27 kwietnia 1891     | 31 maja 2003         | 112 lat 34 dni      | Hyōgo      |
| 14      | Kumekichi Tani       | 20 kwietnia 1891     | 12 maja 2003         | 112 lat 22 dni      | Tokushima  |
| 15      | Shigeru Nakamura     | 11 stycznia 1911     | 15 listopada 2022    | 111 lat 308 dni     | Hiroshima  |
| 16      | Tanekichi Onishi     | 15 lutego 1900       | 11 września 2011     | 111 lat 208 dni     | Hokkaidō   |
| 17      | Kiyoshi Igarashi     | 2 sierpnia 1897      | 23 lutego 2009       | 111 lat 205 dni     | Hokkaidō   |
| 18      | Jokichi Igarashi     | 26 stycznia 1902     | 23 lipca 2013        | 111 lat 178 dni     | Niigata    |
| 19      | Sukesaburo Nakanishi | 15 marca 1896        | 22 sierpnia 2007     | 111 lat 160 dni     | Shiga      |
| 20      | Sadayoshi Tanabe     | 20 października 1888 | 18 stycznia 2000     | 111 lat 90 dni      | Kanagawa   |
| 21      | Makaru Nakanishi     | 15 grudnia 1901      | 28 lutego 2013       | 111 lat 75 dni      | Okinawa    |
| 22      | Norio Kowada         | 25 kwietnia 1892     | 6 czerwca 2003       | 111 lat 42 dni      | Okinawa    |
| 23      | Kama Nakasone        | 23 listopada 1891    | 1 stycznia 2003      | 111 lat 39 dni      | Tokushima  |
| 24      | Masao Kaga           | 1 czerwca 1902       | 26 czerwca 2013      | 111 lat 25 dni      | Kagawa     |
| 25      | Tsuneji Oyama        | 9 stycznia 1913      | 30 stycznia 2024     | 111 lat 21 dni      | Saga       |
| 26      | Noda Jiero           | 8 stycznia 1909      | 23 stycznia 2020     | 111 lat 15 dni      | Nagano     |
| 27      | Shiro Moriyama       | 6 marca 1911         | 19 marca 2022        | 111 lat 13 dni      | Hokkaidō   |
| 28      | Nijiro Tokuda        | 10 czerwca 1895      | 12 czerwca 2006      | 111 lat 2 dni       | Kagoshima  |
| 29      | Giichi Okumura       | 18 października 1896 | 13 października 2007 | 110 lat 360 dni     | Hokkaidō   |
| 30      | Eiju Tsuru           | 4 lutego 1879        | 11 stycznia 1990     | 110 lat 341 dni     | Nagano     |
| 31      | Yoshio Nakagawa      | 19 grudnia 1901      | 16 listopada 2012    | 110 lat 333 dni     | Hiroshima  |
| 32      | Masatake Kinoshita   | 20 sierpnia 1897     | 17 lipca 2008        | 110 lat 332 dni     | Okayama    |
| 33      | Tessaku Tominaga     | 7 grudnia 1903       | 29 października 2014 | 110 lat 326 dni     | Nara       |
| 34      | Masakichi Kajita     | 26 października 1903 | 8 września 2014      | 110 lat 318 dni     | Hyogo      |
| 35      | Tetsuo Shinya        | 27 marca 1911        | 29 stycznia 2022     | 110 lat 308 dni     | Kagoshima  |
| 36      | Takashi Hattori      | 12 marca 1898        | 12 stycznia 2009     | 110 lat 306 dni     | Saitama    |
| 37      | Kikutaro Maruhata    | 20 grudnia 1901      | 4 października 2012  | 110 lat 289 dni     | Hiroszima  |
| 38      | Shingo Kitamura      | 18 marca 1904        | 30 grudnia 2014      | 110 lat 287 dni     | Nagasaki   |
| 38      | Shojiro Shirai       | 29 października 1909 | 11 sierpnia 2020     | 110 lat 287 dni     | Shiga      |
| 39      | Hisao Ikeda          | 2 listopada 1912     | 5 sierpnia 2023      | 110 lat 276 dni     | Kanagawa   |
| 40      | Utaro Tamura         | 5 kwietnia 1892      | fl. styczeń 2003     | 110 lat ok. 270 dni | Tokio      |
| 41      | Zentaro Kaneta       | 13 maja 1903         | 28 stycznia 2014     | 110 lat 260 dni     | Ibaraki    |
| 41      | Kiichi Inoue         | 4 lipca 1906         | 21 marca 2017        | 110 lat 260 dni     | Hokkaido   |
| 42      | Issaku Tomoe         | 15 sierpnia 1909     | 14 kwietnia 2020     | 110 lat 243 dni     | Aichi      |
| 43      | Hajime Fujita        | 15 lutego 1902       | 3 października 2012  | 110 lat 231 dni     | Oita       |
| 44      | Asakichi Okada       | 30 stycznia 1906     | 15 sierpnia 2016     | 110 lat 198 dni     | Hyogo      |
| 45      | Tomisaburo Wakui     | 28 listopada 1913    | żyje                 | 111 lat 218 dni     | Kanagawa   |
| 46      | Chiake Nakamura      | 31 grudnia 1889      | 7 lipca 2000         | 110 lat 189 dni     | Nagasaki   |
| 47      | Sunao Matsuda        | 30 lipca 1900        | fl. 24 stycznia 2011 | 110 lat 178+ dni    | Yamaguchi  |
| 48      | Masao Okada          | 1 października 1900  | 16 marca 2011        | 110 lat 166 dni     | Hyogo      |
| 49      | Shozo Otani          | 5 marca 1897         | 13 sierpnia 2007     | 110 lat 161 dni     | Niigata    |
| 50      | Motoi Fukunishi      | 25 marca 1910        | 22 sierpnia 2020     | 110 lat 150 dni     | Ibaraki    |
| 51      | Toshio Katayama      | 5 stycznia 1911      | 19 maja 2021         | 110 lat 134 dni     | Hiroszima  |
| 52      | Chuzo Komatsu        | 7 kwietnia 1911      | 17 sierpnia 2021     | 110 lat 132 dni     | Akita      |
| 53      | Takejiro Takeyama    | 30 września 1909     | 18 stycznia 2020     | 110 lat 110 dni     | Shizouka   |
| 54      | Sakuichi Yamashita   | 20 listopada 1906    | 8 marca 2017         | 110 lat 108 dni     | Hokkaido   |
| 55      | Kiyoshi Azumaya      | 27 lutego 1914       | 11 czerwca 2024      | 110 lat 105 dni     | Hokkaido   |
| 56      | Takatoshi Odata      | 4 maja 1887          | 15 lipca 1997        | 110 lat 72 dni      | Kanagawa   |
| 57      | Katsuyoshi Kitazawa  | 30 marca 1914        | żyje                 | 111 lat 96 dni      | Nagano     |
| 58      | Choho Fukuhara       | 12 października 1895 | 15 grudnia 2005      | 110 lat 64 dni      | Okinawa    |
| 59      | Masao Musha          | 25 marca 1906        | 23 maja 2016         | 110 lat 59 dni      | Gunma      |
| 60      | Tokio Watanabe       | 12 grudnia 1899      | 6 lutego 2010        | 110 lat 56 dni      | Ehime      |
| 61      | Asahiko Iwasaki      | 15 marca 1908        | 10 maja 2018         | 110 lat 56 dni      | Kagoshima  |
| 62      | Kazuichi Shono       | 4 lipca 1891         | 28 sierpnia 2001     | 110 lat 55 dni      | Hiroszima  |
| 63      | Kohachi Shigetaka    | 10 maja 1895         | 3 lipca 2005         | 110 lat 54 dni      | Hiroszima  |
| 64      | Susumu Sego          | 2 października 1912  | 17 listopada 2022    | 110 lat 46 dni      | Hyogo      |
| 65      | Kiyotoshi Inoue      | 10 grudnia 1899      | 17 stycznia 2010     | 110 lat 38 dni      | Miyazaki   |
| 66      | Teiichiro Iwakawa    | 25 lutego 1909       | 21 marca 2019        | 110 lat 24 dni      | Akita      |
| 67      | Torinosuke Iida      | 25 grudnia 1909      | 17 stycznia 2020     | 110 lat 23 dni      | Ibaraki    |
| 68      | Kinsaku Hayashinaka  | 15 listopada 1910    | 17 listopada 2020    | 110 lat 2 dni       | Hokkaido   |